# 羅斯鎮區 (密歇根州)
羅斯鎮區（英語：Ross Township）是位於美國密歇根州卡拉馬祖縣的一個行政鎮區。

## 地方資料
羅斯鎮區的面積為93.30平方千米，當中陸地面積為86.70平方千米，而水域面積為6.60平方千米。根據2020年美國人口普查的數據，當地共有人口4851人，而人口密度為每平方千米51.99人。